# XGI 테크놀로지
XGI 테크놀로지(XGI Technology Inc., 중국어: 圖誠科技, 병음: Tú Chéng Kējì)는 대만의 하드웨어 회사였다. 이는 별도의 회사로 분사된 SiS(Silicon Integrated Systems)의 기존 그래픽 사업부와 트라이던트 마이크로시스템스의 그래픽 자산을 기반으로 했다. 2003년부터 2010년까지 존재했다.

## 카드

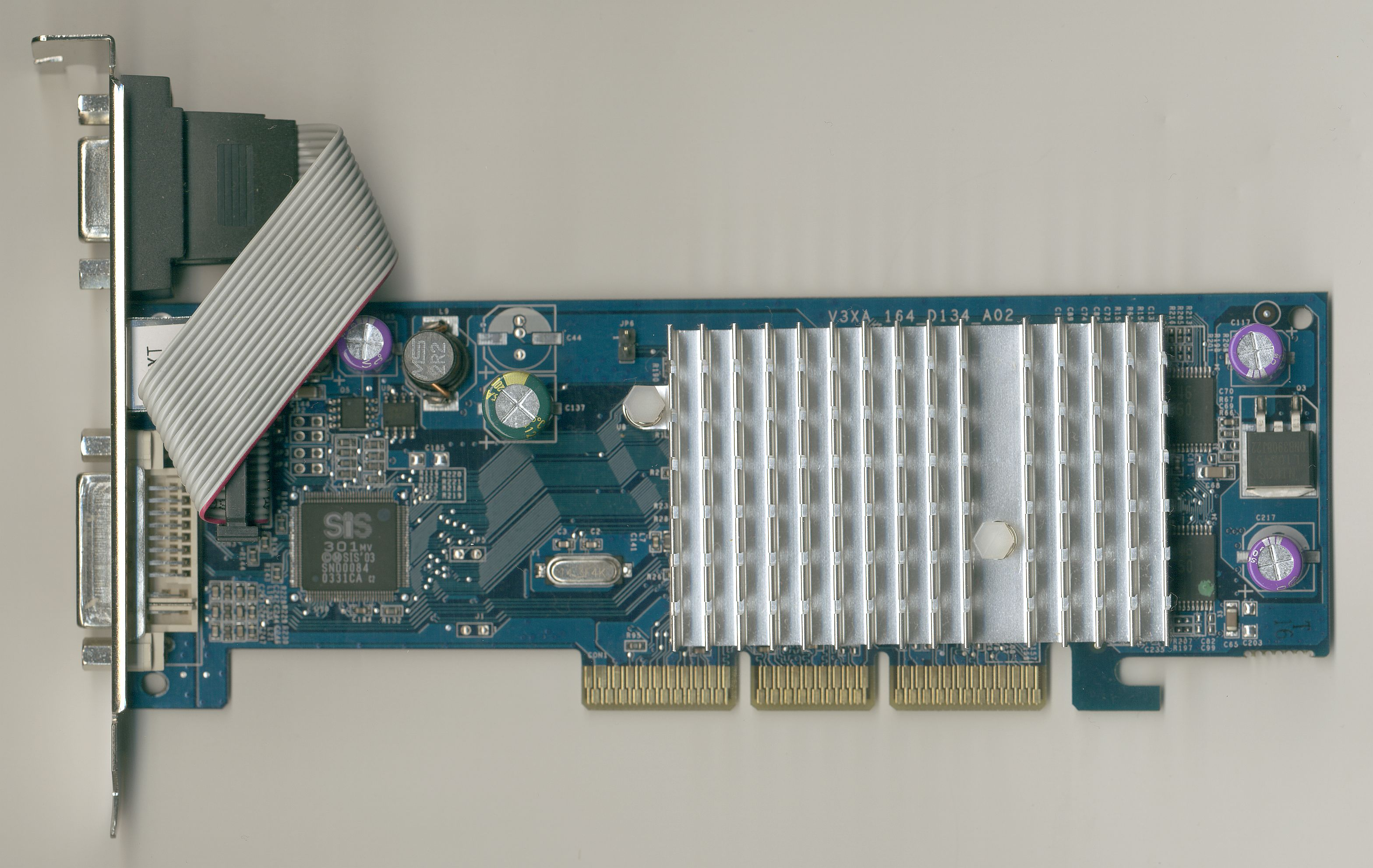
XGI Volari V3XT

### SiS 팀이 개발
- Volari Duo
- Volari V8, V8 Ultra
- Volari V5, V5 Ultra
- Volari V3 XT
- Volari V3 XE, V5 XE
- Volari Z7
- Volari Z9, Z9s
- Volari Z11

취소된 제품
- Volari V5 XT
- Volari 8600, 8600 Mobile, 8600XT

### 트라이던트 팀이 개발
- Volari V3
- Volari XP5, XP5m32, XP5m64
- Volari 8300
- Volari 8300 Mobile/Volari XP10

## 같이 보기
- 대만의 기업 목록